# Семашко Микола Олександрович (шляхтич)
Микола Олександрович Семашко гербу Лебідь (пом. 1618) — руський шляхтич, урядник Речі Посполитої. Дідич Губкова.

## Життєпис
Батько — Олександр — володимирський підкоморій, брацлавський каштелян, луцький староста, першим перейшов з православ'я на католицтво. Мати — дружина батька Анастасія Волович. Сестра Варавара (Барбара) — дружина Адама Боговитина
Микола Семашко посідав уряди — брацлавського каштеляна, луцького старости, луцького ключника. Якийсь час володів м. Острожець, який продав у 1602 році Янові Кашевському (Кошовському). Був набожним, прихильно ставився до єзуїтів. 
Помер у молодому віці, був похований у Луцькому костелі ордену.

### Сім'я
Перша дружина — Анастасія Малинська. Відомі діти:
- Катерина — дружина берестейського воєводи Остафія Тишкевича
- Марина[6] (Маріанна, пом. 1632) — дружина червоногородського старости Станіслава Даниловича.

Друга дружина — Ізабелла Уханська, донька белзького воєводи Павела Уханського, доброчинниця Луцького колегіуму єзуїтів, дорослих дітей не мали.